# Ainsworth Corner (California)
Ainsworth Corner es un área no incorporada ubicada en el condado de Siskiyou en el estado estadounidense de California.

## Geografía
Ainsworth Corner se encuentra ubicada en las coordenadas 41°59′55″N 121°33′35″O / 41.998611111111, -121.55972222222.